# Edwin Hubble
Edwin Powell Hubble (20. listopadu 1889 Marshfield, Missouri, USA – 28. září 1953 San Marino, Kalifornie, USA) byl americký astronom, který svými pozorováními zásadně přispěl ke kosmologickému poznání. Ve 20. letech 20. století prokázal rozpínání vesmíru a existenci jiných galaxií než Mléčná dráha.

## Život
Narodil se v roce 1889 ve státě Missouri a později se spolu s rodiči přestěhoval do Wheatonu u Chicaga.  Na střední škole vynikal především ve sportu: v lehké atletice, košíkové a v boxu. Po maturitě v roce 1906 studoval matematiku, fyziku a filozofii na Chicagské univerzitě. V roce 1910 dostal sportovní stipendium na postgraduální studium v Oxfordu studoval práva, literaturu a španělštinu. Pomáhal také založit jeden z prvních baseballových týmů v Anglii. Po návratu do USA  krátce pracoval jako advokát. Později byl středoškolským učitelem, rok vyučoval v New Albany (stát Indiana) španělštinu, fyziku a matematiku, zároveň byl trenérem oddílu košíkové. V roce 1914 nse stal členem Americké astronomické společnosti. V roce 1917 na Chicagské univerzitě získal doktorát z astronomie. Měl možnost pozorovat slabě viditelné mlhoviny na Yerkesově astronomické observatoři ve Wisconsinu a jeho dizertační práce měla titul Photographic Investigations of Faint Nebulae (Fotografické zkoumání slabých mlhovin). Zúčastnil se bojů v 1. světové válce, na frontě ve Francii získal hodnost majora.

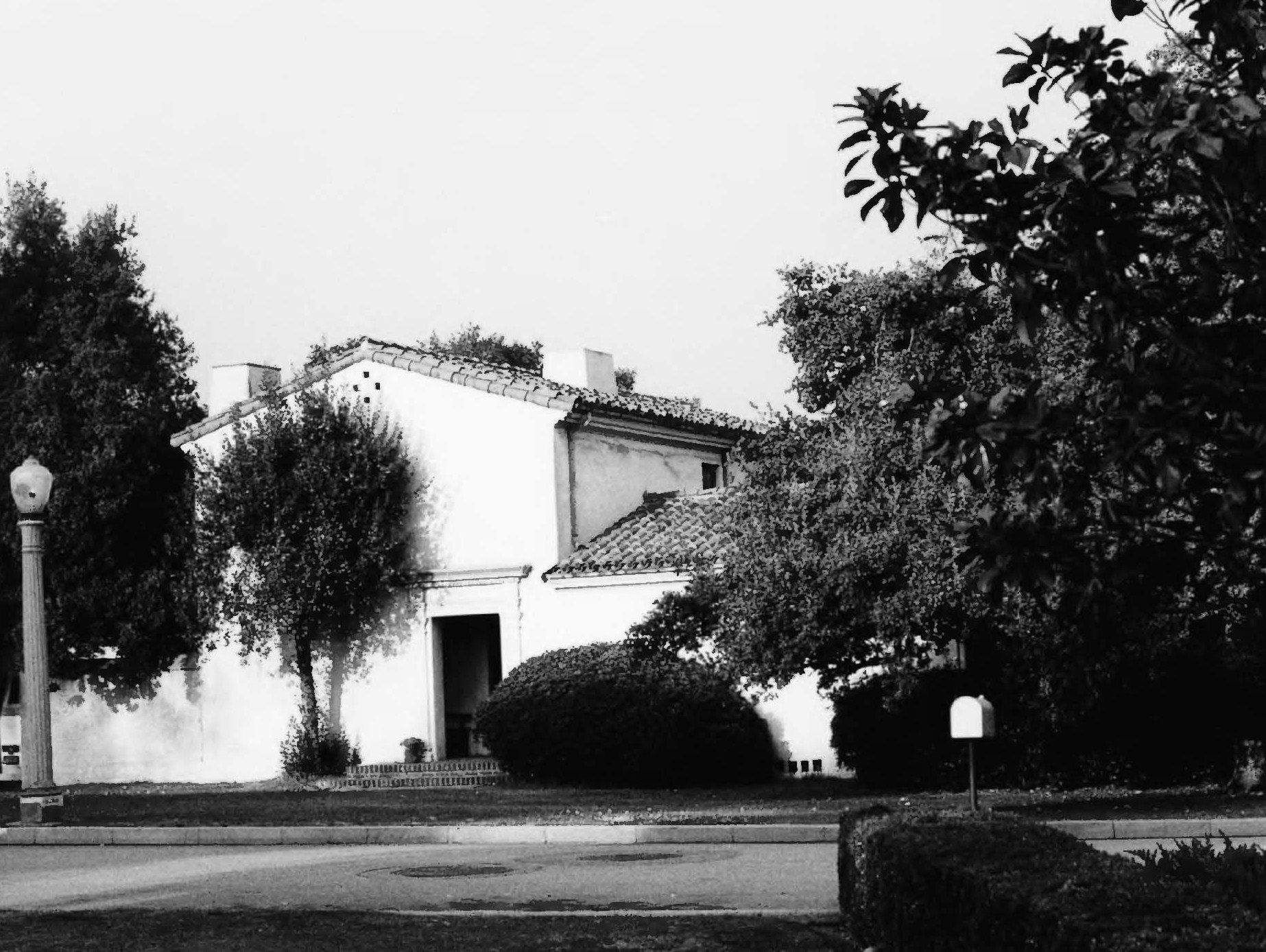
Hubblův dům v San Marinu (Kalifornie)

Od roku 1919 pracoval v observatoři Mount Wilson v Kalifornii, kde zůstal po zbytek svého života. V roce 1924 se oženil a usadil se ve městě San Marino. Manželé neměli děti. Jejich rezidence na Woodstock Road je od roku 1976 v národním registru historických míst. K jeho velkým zálibám patřilo rybaření. 
Objev galaxií za hranicí Mléčné dráhy z Hubbla udělal vědeckou celebritu. V roce 1927 byl zvolen členem Národní akademie věd USA. V roce  1928 se stal předsedou komise pro spirální mlhoviny v Mezinárodním astronomickém svazu. O svých astronomických objevech napsal v roce 1936 knihu The Realm of Nebulae (Sféra mlhovin), která ho proslavila nejen mezi odborníky. Hubble byl ale arogantní, mezi kolegy neoblíbený a toužící po sebepropagaci. Přál si získat Nobelovu cenu, což se mu nepodařilo. Astronomie byla uznána jako část fyziky až po jeho smrti.  Společně s manželkou se stýkal s celebritami uměleckého světa, jako byli Charles Chaplin, Greta Garbo, Aldous Huxley, Christopher Isherwood nebo  Anita Loosová. V roce 1937 vyšlo v Oxfordu další pojednání The Observational Approach to Cosmology (Pozorovací přístup ke kosmologii). S přednáškami cestoval po světě.
Roku 1938 obdržel  medaili Catherine Wolfe Bruce od Pacifické astronomické společnosti, v roce 1939 Franklinovu medaili, udílenou Franklinovým institutem ve Filadelfii.  V roce 1940 mu udělila zlatou medaili Královská astronomická společnost v Londýně.
Během druhé světové války byl od roku 1943 vedoucím balistických zkoušek a ředitelem nadzvukového aerodynamického tunelu na americké zkušební vojenské základně v Aberdeenu v Marylandu (Aberdeen Proving Grounds). Za svou práci získal medaili Za zásluhy.
Po roce 1949 se jeho zdravotní stav zhoršil, když na rybářském výletě prodělal těžký infarkt, ale přesto pracoval v  observatořích Mount Wilson i Mount Palomar. Na jaře 1953 absolvoval přednáškové turné po Evropě.  
Dne 28. září 1953 zemřel na mrtvici ve svém autě při cestě z práce. Dle svého přání byl pohřben bez obřadu na neznámém místě. Svoji vlastní knihovnu  věnoval hvězdárně Mount Wilson. 

## Výzkum

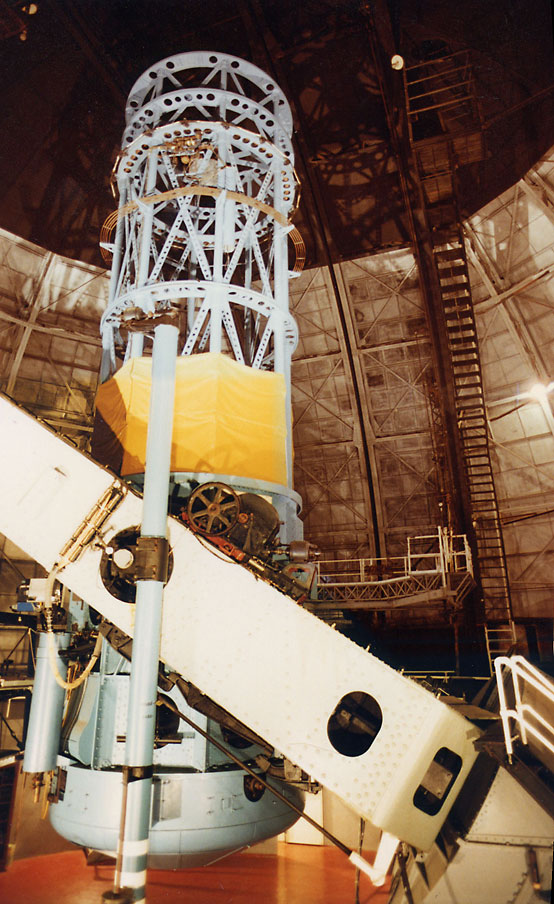
Stopalcový Hookerův teleskop

Nejprve Henrietta Swan Leavittová objevila využití hvězd zvaných cefeidy a roku 1912 objevil rudý posuv Vesto Slipher. 
Koncem roku 1919 začal Hubble pracovat na Mount Wilson Observatory v Kalifornii. Observatoř, založená a řízená slavným americkým astronomem Georgem Ellerym Halem, disponovala obřím stopalcovým dalekohledem, jehož pořízení financoval kalifornský milionář a mecenáš John Hooker. Hubblův výzkum se zaměřoval především na zkoumání Mléčné dráhy a studium mlhovin - rozmazaných míst na obloze. V roce 1922 napsal studie A General Study of Diffuse o Nebulae (Všeobecná studie o rozptylu mlhovin) a The Source.of Luminosity in Galactic Nebulae (Zdroj jasnosti v galaktických mlhovinách).
V roce 1923 objevil proměnné hvězdy delta Cephei v souhvězdí Cefea a galaxii v souhvězdí Andromedy. Zjištění jejich vzdálenosti od Země vedlo k poznání, že se nacházejí vně naší galaxie Mléčné dráhy. (Do této doby lidé neznali jiné galaxie a označovali mlhavé objekty na obloze souhrnným slovem - mlhoviny). O dva roky později představil Edwin Hubble svou klasifikaci galaxií.  
Jeho největším objevem bylo zjištění přímé úměrnosti mezi rychlostí, s jakou se galaxie vzdalují, a jejich vzdáleností (Hubbleův zákon). Konstanta úměrnosti se v astronomii nazývá Hubbleova konstanta, což je rychlost rozpínání vesmíru. Konstatování, že se vesmír rozpíná, zveřejnil Hubble v roce 1929 v pojednání A Relation between Distance and Radial Velocity among Extra-galactic Nebulae (Vztah mezi vzdáleností a radiání rychlostí mezi mimogalaktickými mlhovinami) v časopise Proceedings of the National Academy of Sciences.
K dalším Hubbleovým objevům patří asteroid 1373 Cincinati, který objevil 30. srpna 1935.
Když byl v roce 1948 dokončen 200palcový teleskop na Mount Palomar, Hubble byl jeho prvním uživatelem.

## Uctění památky
Druhý největší astronomický dalekohled kroužící po oběžné dráze Země se na jeho počest nazývá Hubbleův vesmírný dalekohled, anglicky zkráceně „HST“.
Jeho jménem je pojmenován také jeden z kráterů na Měsíci a planetka 2069.